# Brevet de technicien supérieur - Services informatiques
Le BTS Services informatiques était un cursus d'études se déroulant sur deux ans dans des lycées français ou dans des centres de formation professionnelle créé par arrêté du 2 septembre 1981. Il pouvait être préparé en formation continue, en alternance, par correspondance avec le Cned ou en formation initiale.
Il est le résultat d'une rénovation du BTS Gestion et exploitation des centres informatiques (GECI), créé en 1973, qu'il remplace lors de la rentrée 1981/1982.
La première session d'examen du BTS Services informatiques a eu lieu en 1983 et la dernière session  a lieu en juin 1988 avec une session de rattrapage  (oral) organisée en juin 1989.
Le BTS Services informatiques est devenu  BTS Informatique de gestion lors de la rentrée scolaire 1987/1988. 

## Historique
Historique des différents BTS dans le domaine de l'informatique de gestion par année de création :
- 1965 - BTS Traitement de l'information
- 1973 - BTS Gestion et exploitation des centres informatiques
- 1981 - BTS Services informatiques (première session en 1983 - dernière session en 1989)
- 1987 - BTS Informatique de gestion (première session en juin 1989)
- 1996 - BTS Informatique de gestion (options : DA et ARLE)
- 2011 - BTS Services informatiques aux organisations (options SLAM et SISR)

## Enseignement
Lors de la deuxième année, une spécialisation devait être choisie par l'étudiant entre :
- Gestion et exploitation des centres informatiques (GECI)
- Mise en œuvre et utilisation des petits systèmes informatiques (PSI)
- Commercialisation et diffusion de produits informatiques

## Examen

### Les épreuves du 1er groupe (coefficient 10)
- Expression française (écrit) : coefficient 1
- Mathématiques générales (écrit) : coefficient 1
- Langue vivante: anglais (écrit) : coefficient 2
- Comptabilité, gestion et mathématiques (écrit) : coefficient 2
- Etudes de cas : 
  - Méthodes informatiques  (écrit) : coefficient 3
  - Présentation et soutenance du dossier mémoire de spécialisation (oral)  : coefficient 1 (éliminatoire si note < 8/20)

### Les épreuves  du 2e groupe (coefficient 13)
- Technologie des matériels et connaissance des logiciels (oral) : coefficient 4
- Economie générale ou économie d’entreprise et droit du travail ou droit social (oral) : coefficient 5
- Epreuve de spécialité se rapportant aux programmes spécifiques des spécialisations (oral) : coefficient 4